# Тімоново
Тімоново (рос. Тимоново) — село в Валуйському районі Бєлгородської області Росії. Центр Тімонівського сільського поселення.

## Історія
Село Тімоново засноване наприкінці XVII століття. Назву дістало від імені козака Тімки, який у той час тут поселився.
Під час колективізації на території Тімонівської сільської ради створили три колгоспи.
У роки німецько-радянської війни з Тімонова призвали 540 чоловік; не повернулись — 120; померли від поранень — 302 людини.

### Російсько-українська війна
18 серпня 2022 року на військових складах поблизу села сталася масштабна пожежа з детонацією боєприпасів. Жителів двох сіл евакуювали.